# Nagasaki
Nagasaki (jap. 長崎市 Nagasaki-shi) – miasto w Japonii, w zachodniej części wyspy Kiusiu (Kyūshū), stolica prefektury Nagasaki.

## Historia

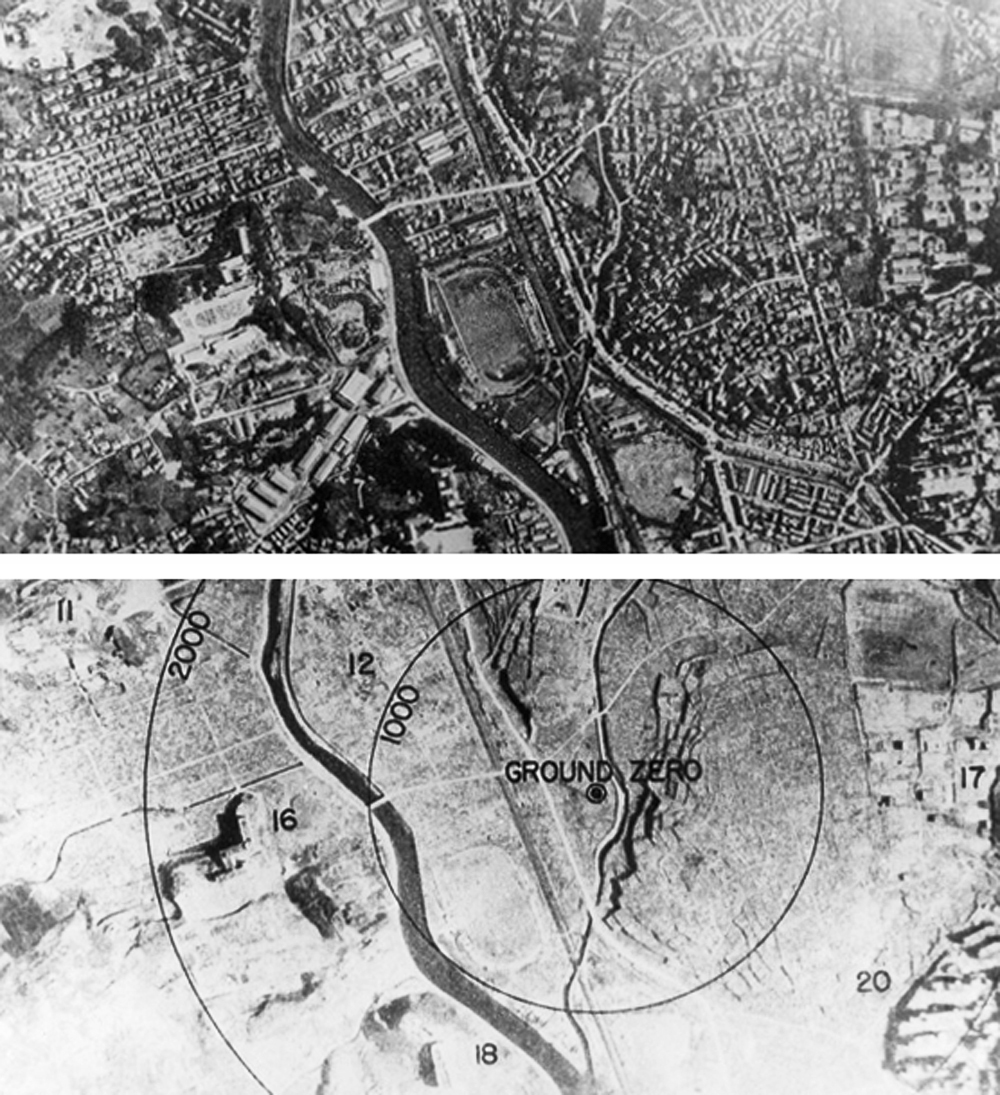
Skutki wybuchu bomby w 1945

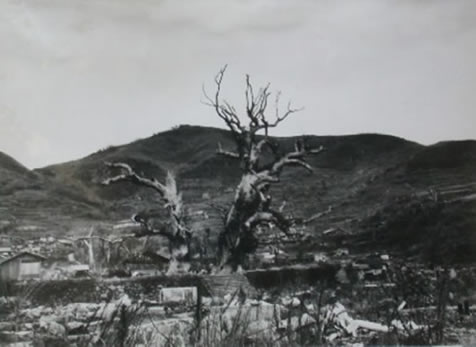
Wybuch atomowy zdmuchnął gałęzie i liście dwóch drzew kamforowych w chramie Sannō-jinja. Obawiano się wówczas, że drzewa uschną, jednak stopniowo zaczęły się regenerować i obecnie są gęsto pokryte liśćmi i gałęziami (zdj. poniżej)

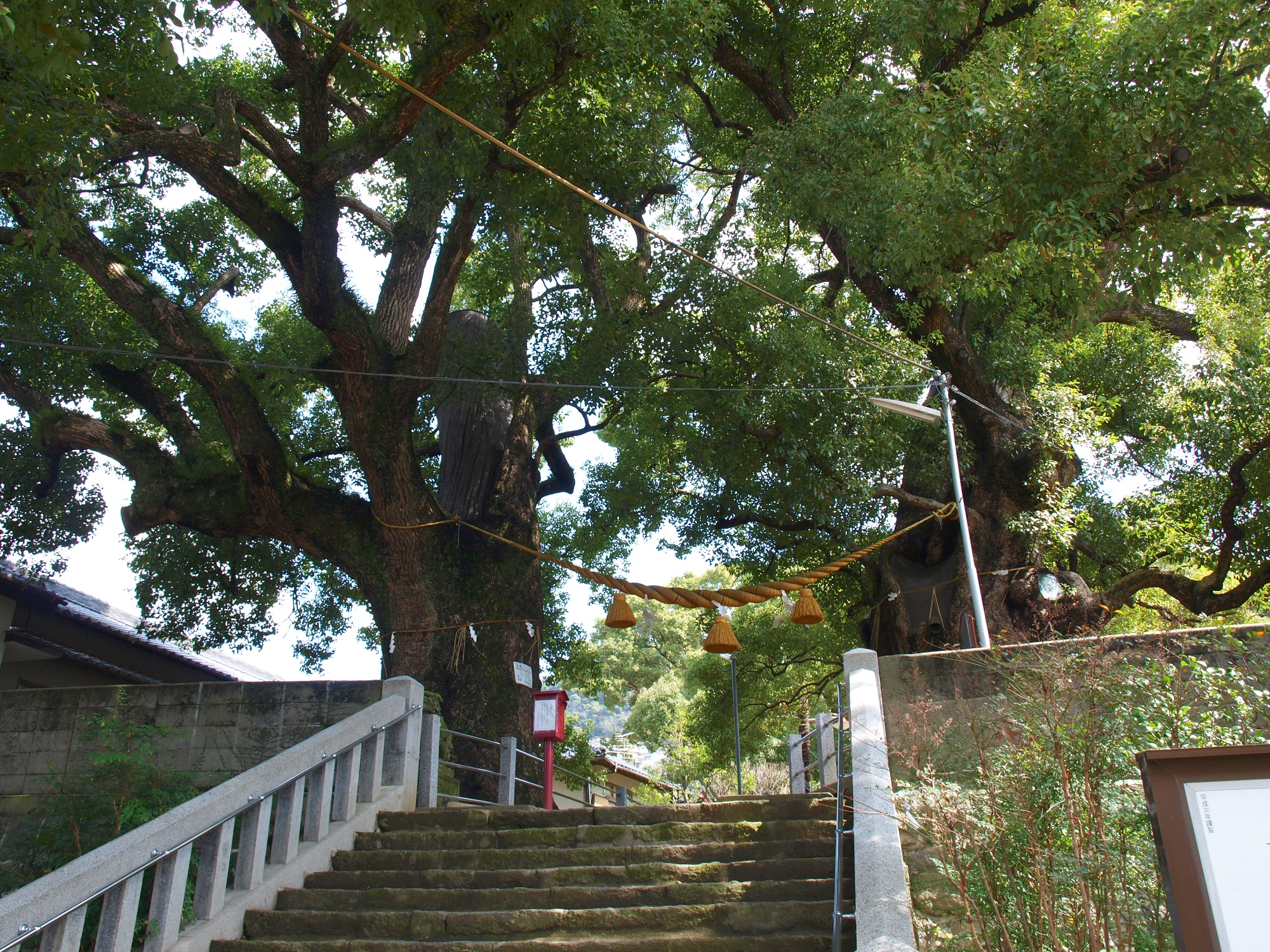
Dwa żyjące nadal drzewa kamforowe (wiek ok. 500 lat) na terenie chramu Sannō-jinja

Za czasów siogunatu rodu Tokugawa, w czasie wewnętrznej izolacji kraju od 1639 do okresu Meiji, Nagasaki było jedynym portem, w którym Japończycy mogli się kontaktować z cudzoziemcami (poprzez faktorię Dejima), początkowo wykorzystywanym przez Portugalczyków, potem Holendrów, Koreańczyków i Chińczyków.
Jeszcze przed wprowadzeniem izolacji, w wyniku kontaktów z portugalskimi i hiszpańskimi misjonarzami (jezuici, franciszkanie), a zwłaszcza w wyniku działalności Franciszka Ksawerego, Nagasaki stało się centrum japońskiego chrześcijaństwa, a następnie miejscem prześladowań chrześcijan za czasów Hideyoshi Toyotomiego (ukrzyżowania w 1597 roku 26 męczenników z Nagasaki) oraz siogunów rodu Tokugawa. Konsekwencją prześladowań i następujących po nich powstań chrześcijan było wyrzucenie misjonarzy katolickich oraz popierających ich Portugalczyków. Ich miejsce zajęli zainteresowani jedynie handlem Holendrzy, którzy otrzymali w użytkowanie sztuczną wyspę Dejima w zatoce Nagasaki. 
Przez ponad 200 lat Japonia realizowała politykę samoizolacji (sakoku), a Nagasaki było „jedynym otwartym oknem na Zachód” i centrum wymiany międzynarodowej dla całego kraju. Różne towary, w tym porcelana i dzieła kultury, były wywożone z Nagasaki, a do miasta przybywali młodzi ludzie, aby zdobywać zupełnie nową dla nich wiedzę w dziedzinie medycyny, astronomii i chemii.
Chociaż ta sytuacja zakończyła się otwarciem kraju na świat w 1859 roku, Nagasaki przyjęło nową rolę w procesie modernizacji państwa. Miasto zostało otwarte na wolny handel z zagranicą. Przykładem może być działalność Thomasa Glovera (1838–1911), szkockiego kupca, który rozwinął wiele przedsiębiorstw handlowych, czy budownictwa okrętowego. Glover wspierał restaurację Meiji, m.in. sprzedając broń, ale także pomagając młodym Japończykom studiować za granicą. Jeden z nich, Hirobumi Itō, został później pierwszym premierem Japonii. 
W 1931 z inicjatywy o. Maksymiliana Kolbego w mieście Nagasaki założono Klasztor Franciszkanów w Nagasaki (jap. Mugenzai no Sono; pol. Ogród Niepokalanej), gdzie rozpoczęto także wydawanie odpowiednika „Rycerza Niepokalanej” w języku japońskim Seibo no Kishi. Pomimo sugestii pozostałych duchownych, aby klasztor umiejscowić w katolickiej dzielnicy Urakami, o. Kolbe zdecydował o jego budowie na stoku jednej z gór otaczających Nagasaki, po przeciwnej stronie niż miasto. Czternaście lat później stok góry osłonił budynek przed falą uderzeniową.
W czasie II wojny światowej 9 sierpnia 1945 roku o godzinie 11:02 amerykański Boeing B-29 Superfortress Bockscar, pilotowany przez Charlesa Sweeneya, zrzucił na Nagasaki drugą w Japonii bombę atomową (Fat Man), która zabiła 75 tysięcy ludzi i zniszczyła blisko połowę miasta. Bomba wybuchła na przedmieściu Nagasaki, dokładnie nad katedrą Urakami – wtedy największą katedrą w Azji Wschodniej. Według pierwotnego planu zbombardowane miało zostać miasto Kokura, ale ponieważ było ono zasłonięte przez chmury, zdecydowano się zrzucić ją na cel rezerwowy, na Nagasaki. W przeciwieństwie do uranowej bomby Little Boy zrzuconej na Hiroshimę bomba Fat Man, która spadła na Nagasaki, była wykonana z plutonu.
Nagasaki i najbliższy mu obszar doświadczyło także kilku klęsk żywiołowych: wielkie powodzie miast Isahaya (1957) i Nagasaki (1982), wybuchy wulkanu Unzen (1922 i 1990).

## Gospodarka
W mieście rozwinął się przemysł stoczniowy, maszynowy, elektrotechniczny, włókienniczy oraz rybny.

## Turystyka
- Bazylika 26 męczenników japońskich (kościół Ōura, 大浦天主堂)
- chram Suwa (諏訪神社)
- Sanktuarium Konfucjusza (孔子廟)
- Sōfuku-ji (崇福寺)
- Dejima
- Muzeum 26 męczenników (日本二十六聖人記念館)
- Fukusai-ji (福済寺)
- dawna rezydencja Shuhana Takashimy (高島秋帆旧宅)
- góra Inasa (稲佐山)
- Most Okularowy (眼鏡橋)
- Park Pokoju (平和公園)
- Muzeum Bomby Atomowej (obok Parku Pokoju)
- katedra Urakami (浦上天主堂)
- Klasztor Franciszkanów w Nagasaki
- chram Sannō (山王神社)
- Ogród Glovera (グラバー園)
  - dawne rezydencje: Glovera, Alta, Ringera, Walkera
- Kōfuku-ji (興福寺)
- Nagasaki Shinchi Chinatown (長崎新地中華街)
- Museum Historii i Kultury Nagasaki (長崎歴史文化博物館)
- Nagasaki Penguin Aquarium (長崎ペンギン水族館)
- Muzeum Nauki w Nagasaki (長崎市科学館)
- wyspa Hashima (軍艦島)
- Park Tateyama (立山公園)

## Współpraca
Miejscowości partnerskie:

- Fuzhou, Chiny
- Hiroszima, Japonia
- Ieper, Belgia
- Middelburg, Niderlandy
- Porto, Portugalia
- Saint Paul, Stany Zjednoczone
- Santos, Brazylia
- Vaux-sur-Aure, Francja

## Galeria

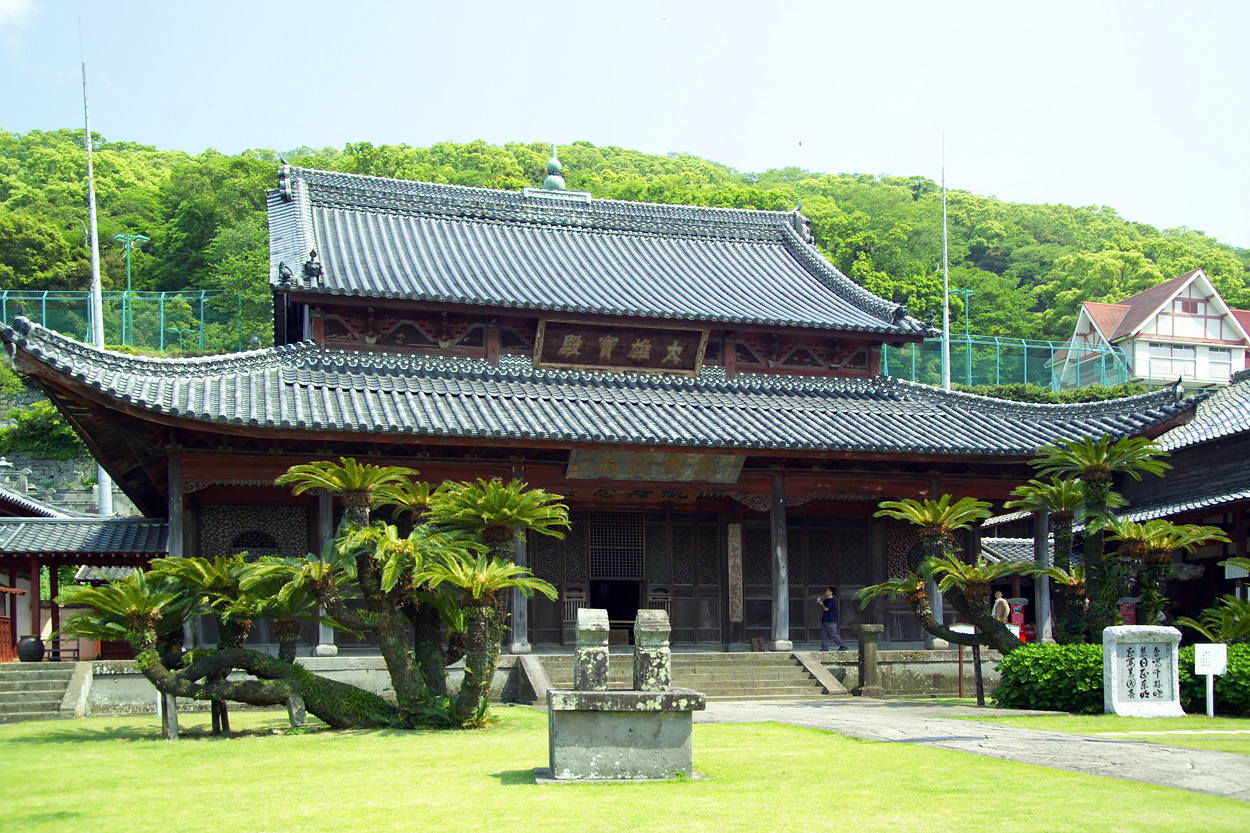
Świątynia Kōfuku-ji
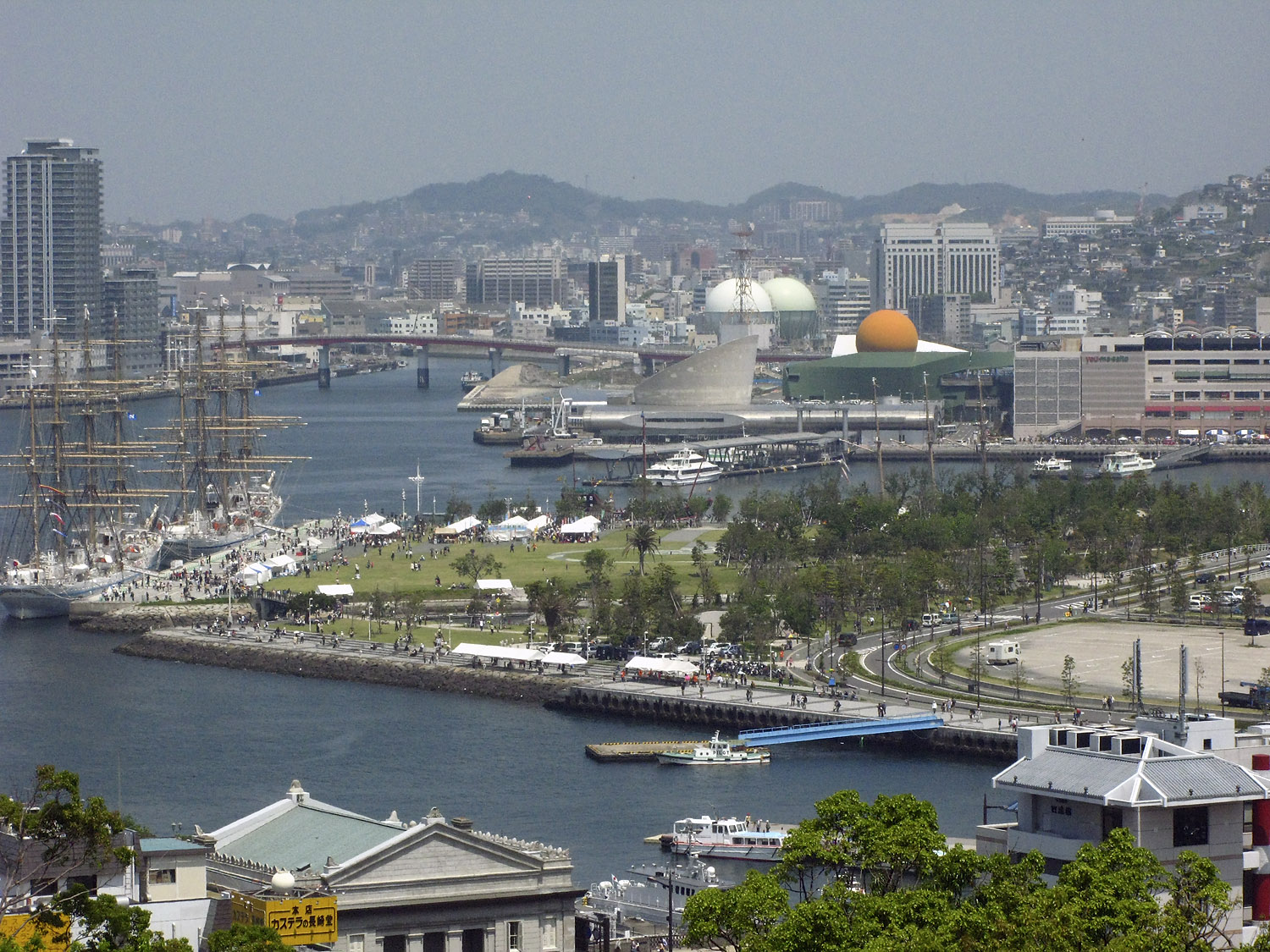
Panorama miasta
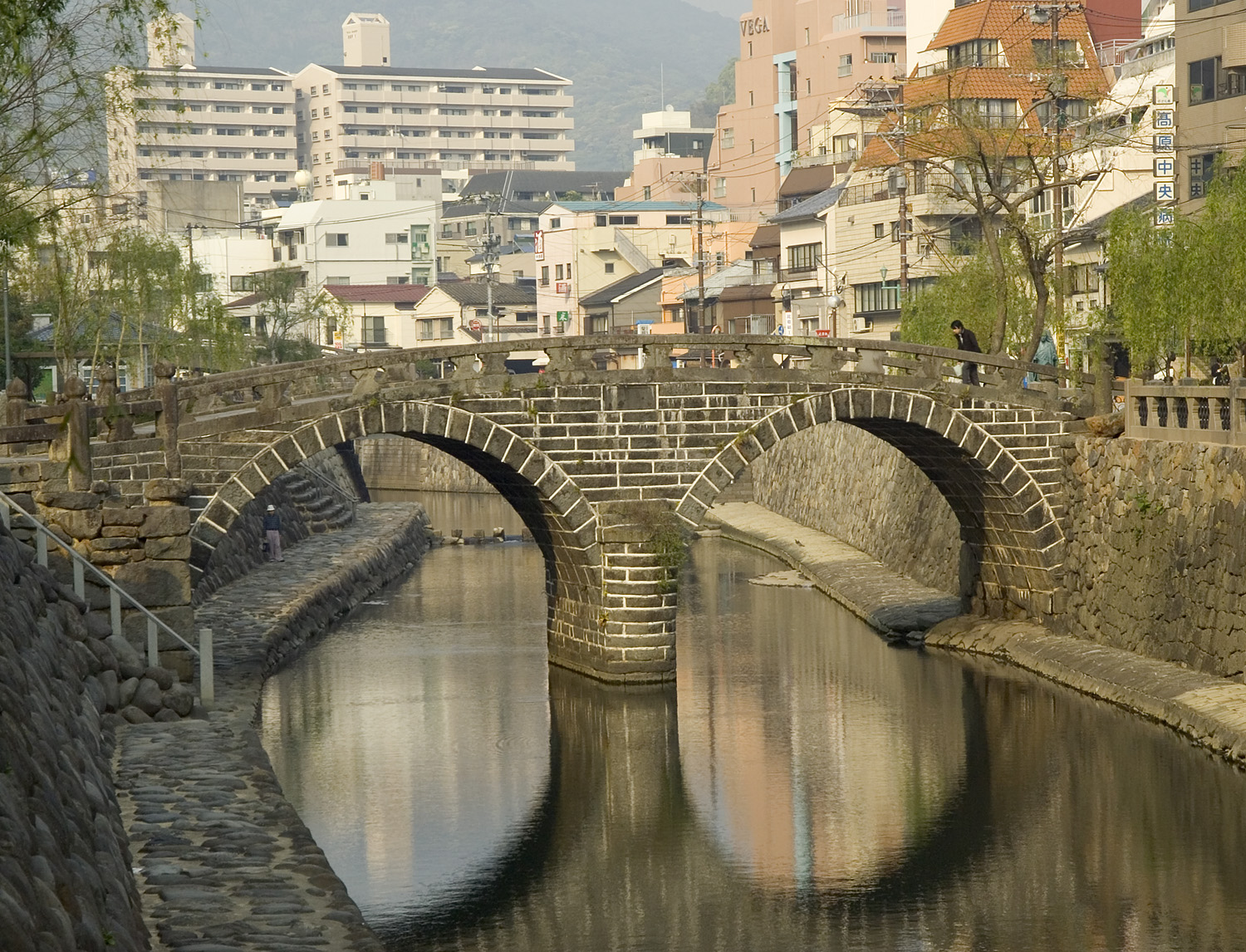
Most Okularowy
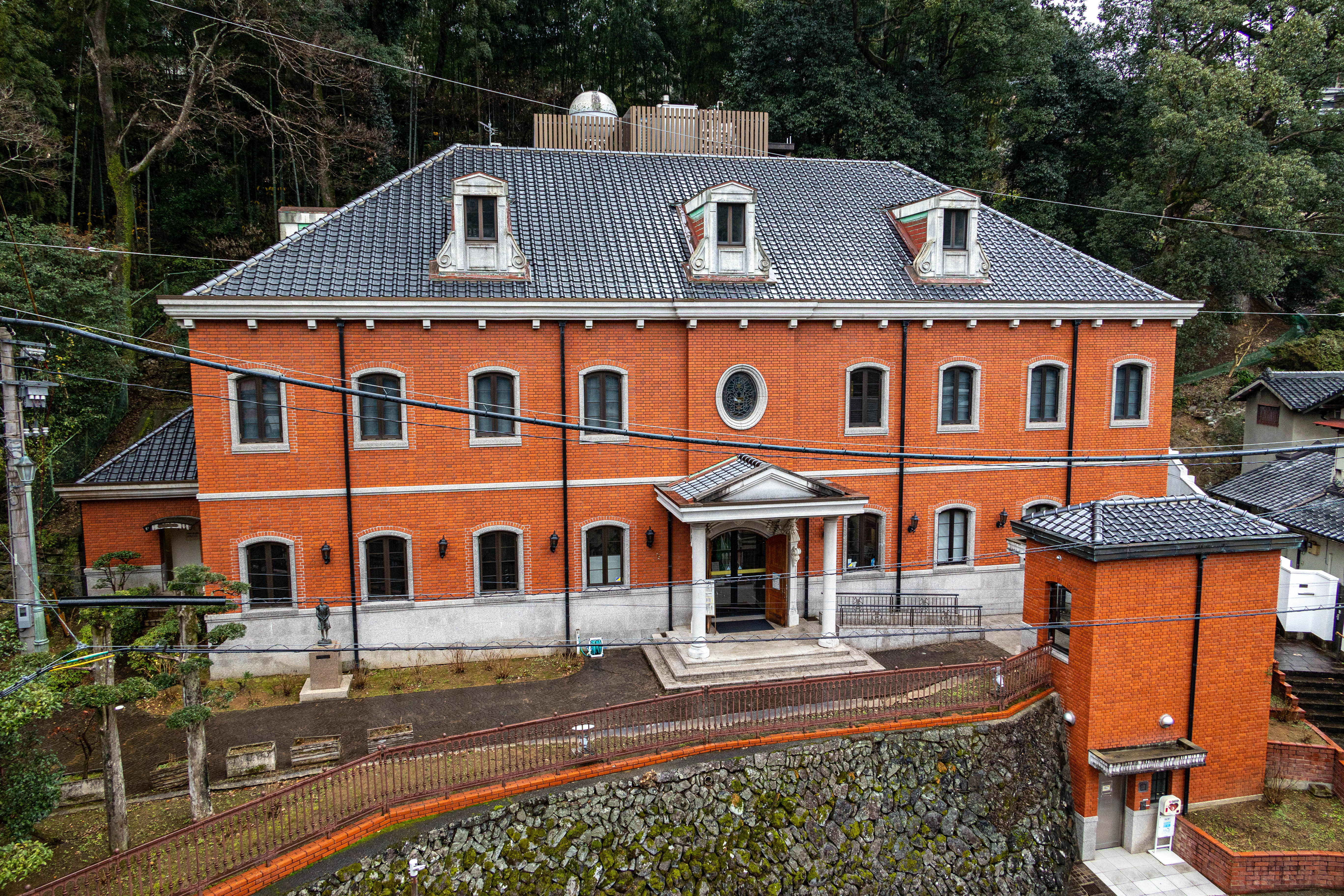
Muzeum Siebolda